# Schüttkasten Rechnitz

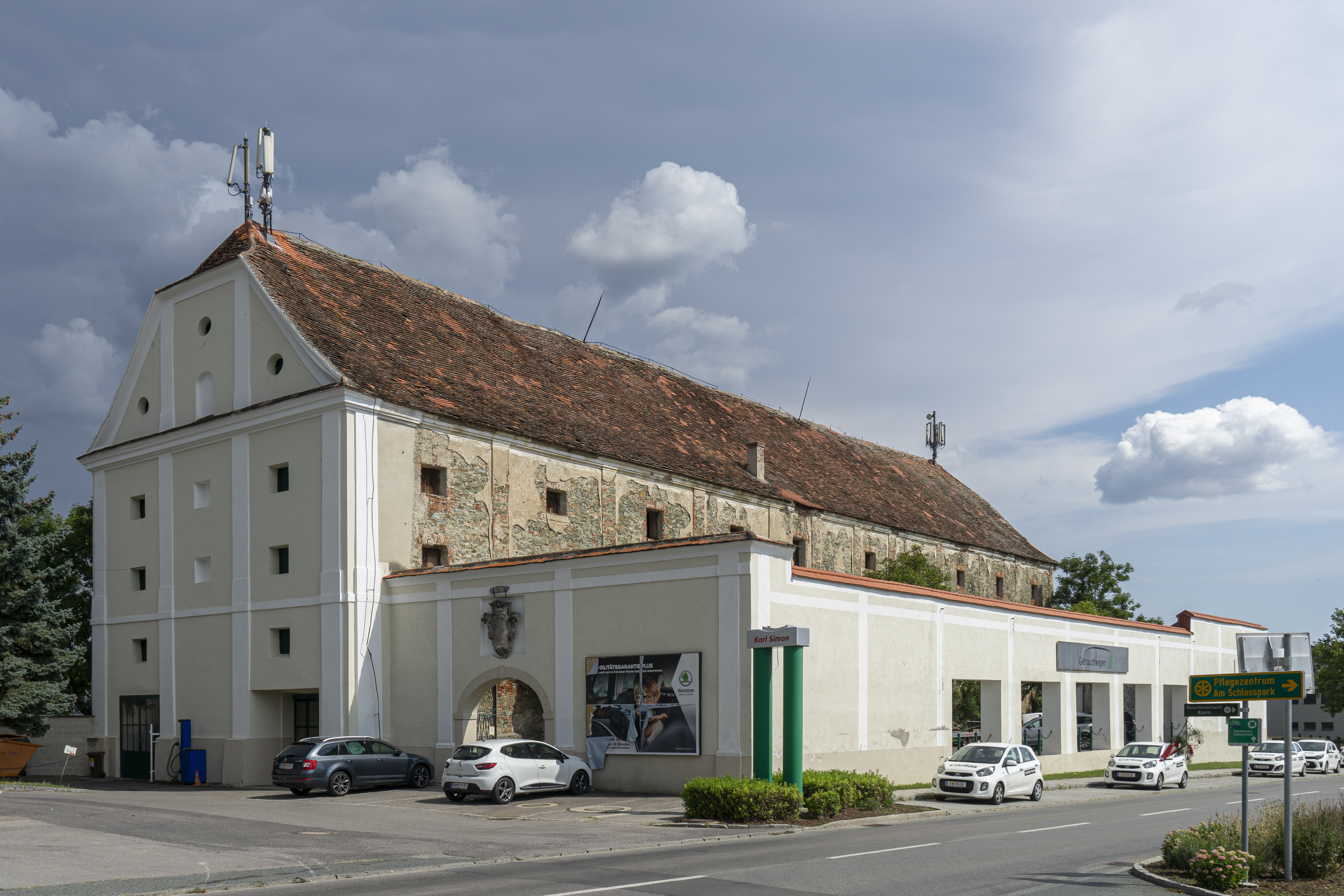
Schüttkasten Rechnitz

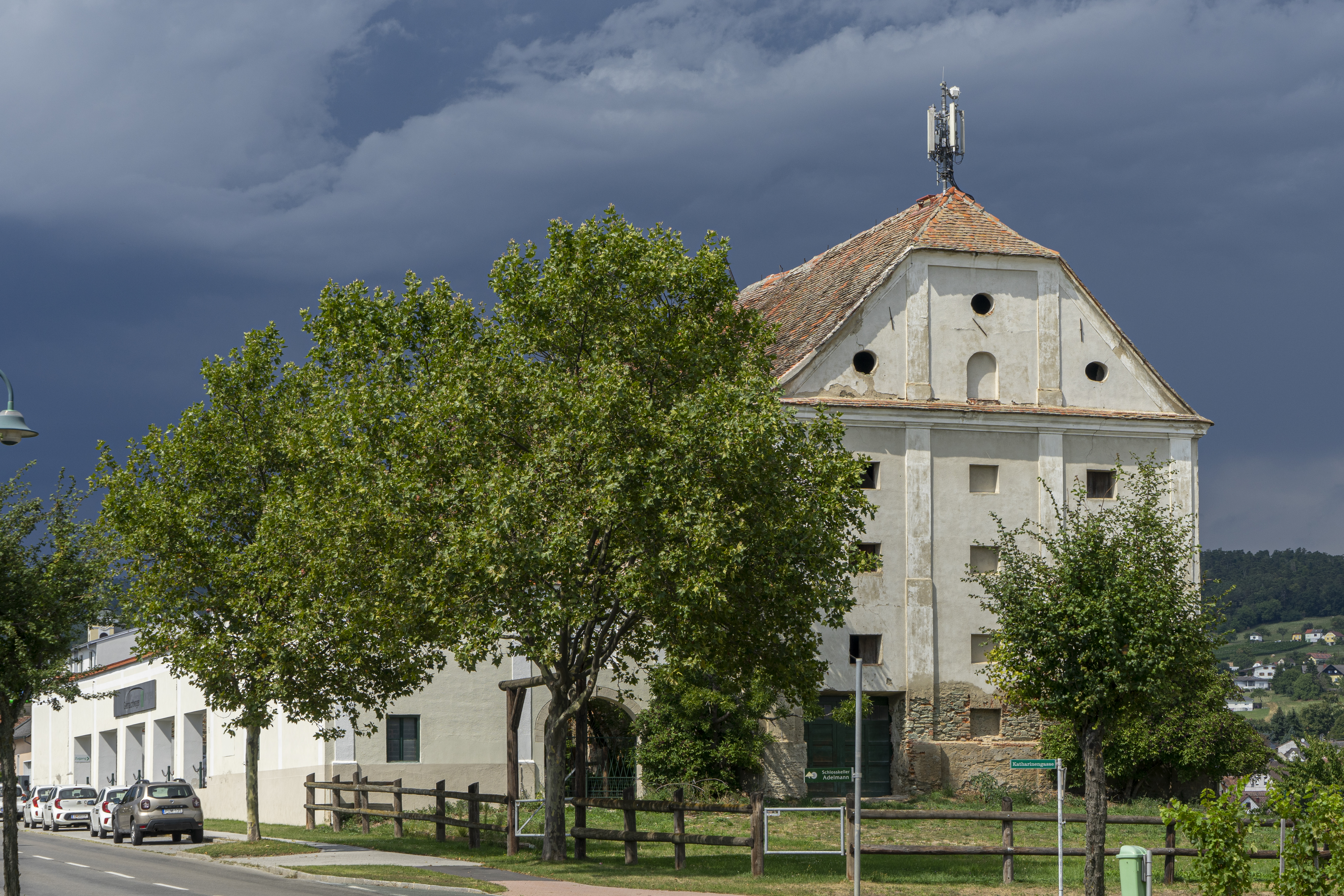
Schüttkasten Rechnitz

Der Schüttkasten Rechnitz bzw. Granarium Rechnitz steht an der Straße nach Süden in der Bahnhofstraße in der Marktgemeinde Rechnitz im Bezirk Oberwart im Burgenland. Der Schüttkasten steht unter Denkmalschutz.

## Geschichte
Der Schüttkasten mit Wappen wurde in der zweiten Hälfte des 17. Jahrhunderts errichtet. Er gehörte zum Schloss Rechnitz. Die Getreideüberschüsse vom Bezirk Oberwart, vor allem Weizen und Roggen, wurden hier eingelagert, und danach in Wiener Neustadt vermarktet.

## Architektur
Der Schüttkasten hat vier Geschoße und ein Krüppelwalmdach. An der Nordfront zeigt der ehemalige Getreidespeicher das Wappen der Familie Batthyány.